# Grand Prix moto des Nations 1961
Le Grand Prix moto des Nations, connu également sous le nom de Grand Prix d'Italie 1961 est le neuvième rendez-vous de la saison 1961 du championnat du monde de vitesse. Il s'est déroulé sur l'Autodromo Nazionale di Monza du 1er au 3 septembre 1961.
C'est la 39e édition du Grand Prix moto des Nations et la 13e édition comptant pour le championnat du monde.

## Classement final 500 cm³
| Pos. | Pilote                | Moto      | Temps/Écart       | Points |
| ---- | --------------------- | --------- | ----------------- | ------ |
| 1    | Mike Hailwood         | MV Privat | 1 h 05 min 14 s 0 | 8      |
| 2    | Alastair King         | Norton    | +1 tour           | 6      |
| 3    | Paddy Driver          | Norton    | +1 tour           | 4      |
| 4    | Alberto Pagani        | Norton    | +1 tour           | 3      |
| 5    | Bert Schneider        | Norton    | +2 tours          | 2      |
| 6    | Jack Findlay          | Norton    | +2 tours          | 1      |
| 7    | Karl Hoppe            | Norton    | +2 tours          |        |
| 8    | Hans-Günter Jäger     | BMW       | +3 tours          |        |
| 9    | Rudolf Gläser         | Norton    | +3 tours          |        |
| 10   | Roberto Vigorito      | Norton    | +3 tours          |        |
| 11   | Ernst Hiller          | Matchless | +5 tours          |        |
| 12   | Benedetto Zambotti    | Gilera    | +5 tours          |        |
| 13   | Emanuele Maugliani    | Gilera    | +5 tours          |        |
| 14   | Alfonz Breznik        | Gilera    | +8 tours          |        |
| Abd. | Hugh Anderson         | Norton    | Abandon           |        |
| Abd. | Giuseppe Mantelli     | Gilera    | Abandon           |        |
| Abd. | Gary Hocking          | MV Privat | Abandon           |        |
| Abd. | Gianfranco Domeniconi | Norton    | Abandon           |        |
| Abd. | Vasco Loro            | Norton    | Abandon           |        |
| Abd. | Frank Perris          | Norton    | Abandon           |        |
| Abd. | Artemio Cirelli       | Gilera    | Abandon           |        |
| Abd. | Jacques Insermini     | Norton    | Abandon           |        |
| Abd. | John Hartle           | Norton    | Abandon           |        |
| Abd. | Renzo Rossi           | Gilera    | Abandon           |        |

## Classement final 350 cm³
9 pilotes à l'arrivée
| Pos. | Pilote             | Moto      | Temps/Écart   | Points |
| ---- | ------------------ | --------- | ------------- | ------ |
| 1    | Gary Hocking       | MV Privat | 51 min 17 s 8 | 8      |
| 2    | Mike Hailwood      | MV Privat | +5 s 1        | 6      |
| 3    | Gustav Havel       | Jawa      | +1 min 49 s   | 4      |
| 4    | Alan Shepherd      | Bianchi   | +1 tour       | 3      |
| 5    | Silvio Grassetti   | Benelli   | +1 tour       | 2      |
| 6    | Hugh Anderson      | Norton    | + ?           | 1      |
| 7    | ...                | ...       | + ?           |        |
| 8    | ...                | ...       | + ?           |        |
| 9    | ...                | ...       | + ?           |        |
| Abd. | John Hartle        | ...       | Abandon       |        |
| Abd. | Paddy Driver       | Bianchi   | Abandon       |        |
| Abd. | František Št'astný | Jawa      | Abandon       |        |
| Abd. | Alfredo Milani     | ...       | Abandon       |        |
| Abd. | Ernesto Brambilla  | Bianchi   | Abandon       |        |
| Abd. | Alastair King      | Bianchi   | Abandon       |        |
| Abd. | ...                | ...       | Abandon       |        |

## Classement final 250 cm³
| Pos. | Pilote             | Moto        | Temps/Écart   | Points |
| ---- | ------------------ | ----------- | ------------- | ------ |
| 1    | Jim Redman         | Honda       | 41 min 56 s 8 | 8      |
| 2    | Mike Hailwood      | Honda       | +0 s 2        | 6      |
| 3    | Tom Phillis        | Honda       | +26 s 8       | 4      |
| 4    | Tarquinio Provini  | Moto Morini | +1 min 05 s 6 | 3      |
| 5    | František Št'astný | Jawa        | +1 min 57 s 4 | 2      |
| 6    | Silvio Grassetti   | Benelli     | + ?           | 1      |
| 7    | Teisuke Tanaka     | Honda       | +1 tour       |        |
| 8    | Bruno Spaggiari    | Benelli     | +1 tour       |        |
| 9    | Arthur Wheeler     | Moto Guzzi  | +2 tours      |        |
| 10   | Alan Shepherd      | MZ          | +2 tours      |        |
| 11   | Michael Schneider  | NSU         | +3 tours      |        |
| 12   | Roberto Patrignani | Moto Morini | +3 tours      |        |
| 13   | Larquier           | Aermacchi   | +4 tours      |        |
| 14   | Giordano Bon       | Benelli     | +5 tours      |        |
| Abd. | John Hartle        | Honda       | Abandon       |        |
| Abd. | Bob McIntyre       | Honda       | Abandon       |        |
| Abd. | ...                | ...         | Abandon       |        |

## Classement final 125 cm³
26 pilotes au départ
| Pos. | Pilote                | Moto       | Temps/Écart   | Points |
| ---- | --------------------- | ---------- | ------------- | ------ |
| 1    | Ernst Degner          | MZ         | 39 min 04 s 0 | 8      |
| 2    | Teisuke Tanaka        | Honda      | +8 s 1        | 6      |
| 3    | Luigi Taveri          | Honda      | +9 s 5        | 4      |
| 4    | Tom Phillis           | Honda      | +9 s 6        | 3      |
| 5    | Jim Redman            | Honda      | +16 s 5       | 2      |
| 6    | Rex Avery             | EMC        | +34 s 7       | 1      |
| 7    | Walter Brehme         | MZ         | +1 min 12 s 7 |        |
| 8    | Alan Shepherd         | MZ         | +1 min 12 s 9 |        |
| 9    | Frank Perris          | EMC        | +1 min 13 s 0 |        |
| 10   | Jan Huberts           | Honda      | +1 min 14 s 2 |        |
| 11   | Gianemilio Marchesani | FB Mondial | +1 tour       |        |
| 12   | Gilberto Milani       | Paton      | +2 tours      |        |
| 13   | Bert Schneider        | Rumi (en)  | +2 tours      |        |
| 14   | Vittorio Zito         | Ducati     | +2 tours      |        |
| 15   | Roberto Patrignani    | Ducati     | +2 tours      |        |
| 16   | Santarelli            | Ducati     | +2 tours      |        |
| 17   | Han Leenheer          | Ducati     | +3 tours      |        |
| Abd. | Peter Eser            | ...        | Abandon       |        |
| Abd. | Paolo Campanelli      | ...        | Abandon       |        |
| Abd. | Franco Latini         | Ducati     | Abandon       |        |
| Abd. | Alastair King         | ...        | Abandon       |        |
| Abd. | ...                   | ...        | Abandon       |        |